# Universe (NCTのアルバム)
『Universe』（ユニバース）は、2021年12月14日にDreamusから発売された韓国のアイドルグループNCTの3枚目のオリジナルアルバム。

## 概要
- 2021年6月29日に開催された「SM CONGRESS 2021」で「NCT 2021」プロジェクトが進行中であることが予告された[9]。
- 「Universe (Let's Play Ball)」と「Beautiful」のダブルタイトル曲を含めた13曲が収録されている。
- 21人のメンバーが参加した。
- 「夢」という一つのテーマをNCT 127、NCT DREAM、WayVがそれぞれのスタイルで表現した3曲が収録されている[10]。
- 予約注文数が170万枚（12月13日）を記録した[11]。

## プロモーション
- 2021年11月22日より、NCTの世界観を説明する映像「NCT 2021 YearDream」を公開した[12]。「『夢』によって互いに共感し合い『音楽』で1つになろう」というストーリー。
- 12月1日、NCT DREAM「Dreaming」のトラックビデオを公開した[13]。
- 12月3日、WayV「Miracle」のトラックビデオを公開した[14]。
- 12月5日、NCT 127「Earthquake」のトラックビデオを公開した[10]。
- 12月10日、タイトル曲「Universe (Let's Play Ball)」を先行公開した[15]。
- 12月14日、タイトル曲「Beautiful」のミュージックビデオを公開した。

## 参加メンバー
- テイル
- ジャニー
- テヨン
- ユウタ
- クン
- ドヨン
- テン

- ジェヒョン
- ジョンウ
- マーク
- シャオジュン
- ヘンドリー
- ロンジュン
- ジェノ

- ヘチャン
- ジェミン
- ヤンヤン
- ショウタロウ
- ソンチャン
- チョンロ
- チソン

【計21人】

## チャート成績
韓国ガオンチャート（12月26日～1月1日）で週間1位、12月の月間1位を記録した。また12月に発売したアルバムにもかかわらず年間5位を獲得した。
世界のアルバム販売量集計サイトMediaTrafficが発表したユナイテッド・ワールドチャートで2週連続1位を獲得した。
米ビルボード200で20位、ビルボードワールドアルバムチャートで1位を記録した。
オリコン週間アルバムランキングで自身初の1位を記録した。
ビルボードジャパンTop Albums SalesおよびHOT Albumsチャートで2週連続1位を獲得した。
iTunesのトップアルバムチャートではメキシコ、ブラジル、チリ、シンガポール、ニュージーランド、香港、エクアドル、トルコ、インドネシア、デンマーク、日本、ペルー、サウジアラビア、フィンランド、インド、フィリピン、アラブ首長国連邦、ロシア、台湾、スリランカ、カザフスタン、マレーシア、モンゴル、モーリシャス、カタール、カンボジア、タイ、ブルネイ、ベトナム、ポーランドなど世界30の国と地域で1位を記録した。

## 受賞
- 第37回ゴールデンディスク賞 - 本賞（アルバム部門）[22]
- 第12回サークルチャートアワード - 今年の歌手賞アルバム部門（第1四半期）[23]

## 収録曲
1. New Axis [2:14]
  - 作詞 ：TAEYONG、MARK、Rick Bridges
  - 作曲 ：Jayrah Gibson、G'harah 'PK' Degeddingseze
  - 編曲 ：Jayrah Gibson、G'harah 'PK' Degeddingseze
  - 参加メンバー ：テヨン、マーク、ヤンヤン
2. Universe (Let's Play Ball) [3:53]
  - 作詞 ：KENZIE（英語版）、MARK
  - 作曲 ：KENZIE、Dem Jointz、Carlos Battey、Ryan S. Jhun、Breyan Stanley Isaac、Wayne Anthony Hector、Alexandru Cotoi Florin、Marcel Botezan
  - 編曲 ：KENZIE、Dem Jointz、Breyan Stanley Isaac、Alexandru Cotoi Florin、Marcel Botezan
  - 参加メンバー ：ドヨン、ジョンウ、マーク、シャオジュン、ジェノ、ヘチャン、ジェミン、ヤンヤン、ショウタロウ

タイトル曲。「君がいれば何でもできる」というメッセージが込められている。
3. Earthquake [3:30]
  - 作詞 ：박성희
  - 作曲 ：Moonshine、DEEZ、Bobii Lewis、Ebenezer
  - 編曲 ：Moonshine、DEEZ
  - アーティスト ：NCT 127

夢の自転を通じて過去を忘れ、地震のような大きな変化を起こそうとする姿を歌う前向きなヒップホップナンバー。
4. OK! [3:51]
  - 作詞 ：KENZIE
  - 作曲 ： KENZIE、Maurice Moore、Jeremy “Tay” Jasper、Timothy 'Bos' Bullock、Rick `Hautboi Rich` Heymann
  - 編曲 ：Timothy 'Bos' Bullock
  - 参加メンバー ：テヨン、ユウタ、テン、マーク、ヘンドリー、ヤンヤン、ジェノ
5. Birthday Party [3:21]
  - 作詞 ：Rick Bridges
  - 作曲 ：Gamal Kosh Lewis、Jason David Silber、Jeremy “Tay” Jasper、Adrian Mckinnon
  - 編曲 ：LunchMoney Lewis、TheOnlyDiet、Julianbeatz、BRIANXWHITE、Jeremy “Tay” Jasper
  - 参加メンバー ：ジャニー、ユウタ、ジョンウ、ヘンドリー、ジェミン、ショウタロウ、チョンロ、チソン

中毒性のあるフックソング。
6. Know Now [3:51]
  - 作詞 ：조윤경、MARK
  - 作曲 ：Tia Scola、Marcus Lomax、David Wilson
  - 編曲 ：dwilly
  - 参加メンバー ：ジャニー、ドヨン、マーク、ヤンヤン、ロンジュン、ジェノ、ジェミン、ソンチャン
7. Dreaming [3:12]
  - 作詞 ：이지윤 (JamFactory)、Rick Bridges
  - 作曲 ：Tim Deal、Sam Klempner、Scott Quinn、Rick Bridges
  - 編曲 ：Sam Klempner
  - アーティスト ：NCT DREAM

メンバーらのお互いの夢と夢がつながりを持つことで、夢の中で心を触れ合わせることができるようになった喜びを歌う[13]。
8. Round&Round [3:25]
  - 作詞 ：1월 8일
  - 作曲 ：Vendors (PRNCE)、Vendors (M30)、Vendors (Fascinador)、Vendors (San)、Shaquille Rayes
  - 編曲 ：Vendors (PRNCE)、Vendors (M30)、Vendors (Fascinador)
  - 参加メンバー ：テイル、テン、ジェヒョン、シャオジュン、ヘチャン、ソンチャン
9. Miracle [3:12]
  - 作詞 ：Greg Bonnick、Hayden Chapman、Justin Starling、Jeffrey Okyere-Twumasi、Adrian Mckinnon
  - 作曲 ：Greg Bonnick、Hayden Chapman、Justin Starling、Jeffrey Okyere-Twumasi、Adrian Mckinnon
  - 編曲 ：LDN Noise
  - アーティスト ：WayV
10. Vroom [3:48]
  - 作詞 ：송유 (153/Joombas)
  - 作曲 ：samUIL (Decade +)
  - 編曲 ：samUIL (Decade +)
  - 参加メンバー ：クン、ジェヒョン、ジョンウ、ヘンドリー、ショウタロウ、チョンロ、チソン
11. Sweet Dream [3:34]
  - 作詞 ：밍지션 (minGtion)、JUNNY (주니)
  - 作曲 ：밍지션 (minGtion)、JUNNY (주니)
  - 編曲 ：밍지션 (minGtion)
  - 参加メンバー ：テイル、クン、ジェヒョン、ヘチャン、チョンロ
12. 별자리(星座)(Good Night) [4:00]
  - 作詞 ：Jisoo Park (153/Joombas)
  - 作曲 ：Jisoo Park (153/Joombas)、MooF (153/Joombas)
  - 編曲 ：MooF (153/Joombas)
  - 参加メンバー ：テイル、ドヨン、シャオジュン、ロンジュン
13. Beautiful [4:21]
  - 作詞 ：YOO YOUNG JIN、TAEYONG、MARK、JOHNNY、JENO、HENDERY
  - 作曲 ：유한진、YOO YOUNG JIN
  - 編曲 ：유한진、YOO YOUNG JIN
  - アーティスト ：NCT 2021

タイトル曲。歌詞には一人ひとりが独特な色を持ち、世界で一つだけの価値を持つ唯一の人間であるのだから、美しいありのままの姿で夢を追い続けていこう、というメッセージが込められている[11]。